# 통영군 을
통영군 을은 대한민국의 옛 국회의원 선거구이다. 당시 경상남도 통영군의 일부 지역을 관할했다.

## 역사
제헌 국회의원 선거를 앞두고 통영군의 일부 지역을 관할하는 선거구로 신설되었다. 신설 당시 통영군 장승포읍, 원량면, 장목면, 거제면, 사등면, 일운면, 동부면, 하청면, 연초면을 관할했다.
1953년 1월, 통영군 을 선거구에 해당하는 지역들이 거제군으로 분리되었다. 하지만 제3대 국회의원 선거에서는 통영군 을 이라는 선거구명으로 선거가 치러졌다.
제4대 국회의원 선거를 앞두고 통영군 을 선거구가 거제군 선거구로 개편되었다.

## 역대 국회의원
| 선거   | 정당 | 정당   | 의원   |
| ------ | ---- | ------ | ------ |
| 1948년 |      | 무소속 | 서순영 |
| 1950년 |      | 무소속 | 이채오 |
| 1954년 |      | 자유당 | 김영삼 |

## 역대 선거 결과

### 대한민국 제헌 국회의원 선거
|  | 37.73% |

|  | 32.03% |

|  | 30.23% |

### 대한민국 제2대 국회의원 선거
|  | 22.12% |

|  | 20.28% |

|  | 18.39% |

|  | 13.68% |

|  | 13.25% |

|  | 6.77% |

|  | 5.47% |

### 대한민국 제3대 국회의원 선거
|  | 44.77% |

|  | 30.41% |

|  | 24.80% |

|  | 0% |